# 戴维·拉梅奇
戴维·拉梅奇（英語：David Ramage，1939年6月25日—），澳大利亚男子赛艇运动员。他曾代表澳大利亚参加1962年大英帝国和英联邦运动会赛艇比赛，获得一枚银牌。他也曾参加1964年和1968年夏季奥运会。